# Даріо Цвітаніч
Даріо Цвітаніч (ісп. Darío Cvitanich / хорв. Dario Cvitanić; нар. 16 травня 1984, Барадеро, Буенос-Айрес, Аргентина) — аргентинський футболіст хорватського походження, виступав на позиції нападника. Останнім клубом у кар'єрі гравця для Даріо став «Банфілд» з Прімера Дивізіону Аргентини, де він також є п’ятим найкращим бомбардиром в історії команди (66 голів).
Футбольну кар'єру розпочав 2003 року в «Банфілді», де став провідним гравцем і бомбардиром як на національному, так і на міжнародному рівнях, зокрема й у Турнірі Клаусури 2008 року. Того ж року перебрався в амстердамський «Аякс». У 2010 році нетривалий період часу перебував в оренді у мексиканському клубі «Пачука», де виграв свій перший професійний титул: Лігу чемпіонів КОНКАКАФ 2009/10. Після повернення до нідерландської команди виграв Ередивізі 2011.
У 2011 році приєднався до «Бока Хуніорс». Разом з командою виграв Апертуру 2011 року, який «Бока» завершила непереможеною. Також грав у Кубку Лібертадорес 2012, де «Бока» посіла друге місце. У фіналі запам’ятався тим, що влучив у поперечину, і це могло коштувати дорого його клубу. Згодом грав у «Ніцці» (Франція), повернувся в «Пачуку» (Мексика) і нетривалий період часу перебував у «Маямі» (Сполучені Штати). У 2017 році повернувся до «Банфілда», де зіграв у Кубку Лібертадорес і Південноамериканському кубку 2018 році.
У 2019 році його перейшов до клубу «Расінга» (Авельянеда), де відігравав важливу роль у команді «академіків», яка виграла Суперлігу Кільмес Класік 2018/19 і Трофей чемпіонів Суперліги 2019. У 2021 році його проводжали під овації разом із товаришем по команді Лісандро Лопесом, який також є легендою «Расінга». Завершив кар'єру в «Банфілді», де грав матчі Південноамериканського кубку 2022 та провів останні 6 місяців кар'єри футболіста.

## Життєпис
Народився в Барадеро 16 травня 1984 року, але його дідусь і бабуся народилися в Загребі, столиці Хорватії, звідси його походження та подвійне громадянство. З 2011 року зустрічався з актрисою, моделлю і телеведучою Сесільєю Бонеллі.

### «Банфілд»
Футболом розпочав займатися у клубах «Атлетіко Барадеро» та «Спортіво Барадеро». У 2001 році прибув до «Банфілда», а до 2003 року став частиною резервної команди, яка фінішувала першою у вище вказаному сезоні, разом із одноклубниками Хесусом Датоло, Габріелем Палеттою, Ренато Чівеллі та Маріано Барбосою. Дебютував за першу команду у віці 19 років, 26 жовтня 2003 року в прпограному (1:3) поєдинку проти «Олімпо» (Баїя-Бланка). З цього часу почергово грав за першу команду, перебував на лаві запасних у матчах головної команди, або ж виступав у резервній команді.
Один з провідних гравців команди у Клаусурі 2005, в якій «Банфілд» також виступав у Кубку Лібертадорес. Тренер Хуліо Сезар Фалькіоні вирішив створити альтернативну команду з молодих гравців, щоб боротися за чемпіонський титул у місцевому чемпіонаті, в якій Даріо став одним із провідзних нападників. Незважаючи на те, що до п’ятого туру команда посідала останнє місце в турнірній таблиці, молодіжна команда розпочала вражаючу серію й, зрештою, посіла друге місце, поступилася лише Велесу Сарфілд.
27 квітня 2007 року відзначився хет-триком у поєдинку проти «Ньюеллс Олд Бойз». Свого справжнього футбольного рівня досяг у 2007 році, коли став основним гравцем і бомбардиром команди, як у національному чемпіонаті, так і в Кубку Лібертадорес 2007. Його талант зростав з матчами, завдяки чому пройшов шлях від того, ким цікавилися декілька аргентинських клубів, до того, хто опинився в полі зору деяких провідних європейських клубів. Клаусура 2008 стала його найкращим сезоном у «Банфілді». З 13-ма голами Даріо став найкращим бомбардиром турніру. У вище вказаному турнірі «Банфілд» переміг свого принципового суперника «Ланус» вдома в пам’ятному південному дербі, на яке «гранатові» прибули як чинні чемпіони. «Ель Таладро» переміг господарів з рахунком 5:0, а Даріо став зіркою матчу завдяки двом забитим м'ячам. Після цього продовжив свою гольову серію, забиваючи, наприклад, командам такого рівня, як «Сан-Лоренцо» або «Рівер Плейт».
Ще під час Клаусури 2008 року (У вище вказаному турнірі відзначився 13-ма голами) керівництво «Банфілда» почало переговори про продаж нападника в нідерландський «Аякс». На кошти від зазначеного продажу «Банфілд» побудував базу для команди, яка рік по тому завоювала чемпіонство, в грудні 2009 року.

### «Аякс»

#### Сезон 2008/09 років
Цвітаніч підписав контракт з «Аяксом», хоча й не залишав «Банфілд» до завершення сезону 2008 року. Вважалося, що його запросили як наступника Класа-Яна Гюнтелара. Першим голом за нову команду відзначився 12 грудня 2008 року у воротах «НАК Бред»и. Після матчу проти НАК, оформив свій першийдубль та  хет-трик у наступних турах, проти «Де Графсхапа» та «АДО Ден Гага». Оформив свій перший хет-трик у сезоні 2009/10 у матчі проти «НАК Бред»и.

#### Сезон 2009/10 років
Після вдалого сезону не зміг повторити успіх минулого сезону й 1 січня 2010 року відправився в 1-річну оренду до мексиканського клубу «Пачука».
У ці роки збірна Хорватії намагалася викликати його, але ФІФА відмовила, оскільки хорватське походження Даріо було віддаленим.

### «Пачука»

#### Сезон 2010 року
Перейшов в оренду до «Пачуки», у футболці синьо-білих відзначився 20-ма голами. Також зіграв на своєму першому клубному чемпіонаті світу, на якому 15 грудня 2010 року в матчі за 5-те місце відзначився 2-ма голами в поєдинку проти «Аль-Вахди», а також реалізував свій удар у переможній (4:2) серії післяматчевих пенальті. Цвітаніч повернувся в «Аякс», а згодом відправився в оренду «Бока Хуніорс». Також варто відзначити, що завдяки 2-м гоам за «Пачуку» на Клубному чемпіонаті світу з футболу 2010 року став одним із найкращих бомбардирів в історії вище вказаного турніру.

### «Аякс»

#### 2011 рік
Після вдалого для себе періоду в Мексиці тренерський штаб «Аяксу» тим не менше особливо не розраховував на аргентинця. Згодом Даріо відправився в оренду до «Бока Хуніорс».

### «Бока Хуніорс»

#### Сезон 2011/12 років
У січні 2011 року був близький до переходу в «Бока Хуніорс», але угода зірвалася, тим не менше у липні 2011 року перехід все ж відбувся. Аргентинський клуб орендував нападника на один рік з правом викупу по завершенні сезону 2011/12 років.
Першим голом у футболці «Ксенеїзе» відзначився 27 липня 2011 року в програному (1:3) товариському турнірі Кубку Барселони проти «Еспаньйола». Першим голом на офіційному рівні у синьо-золотій футболці відзначився 28 серпня 2011 року в нічийному (1:1) поєдинку проти «Сан-Лоренсо» на Бомбонері.
27 листопада 2011 року відзначився своїм другим офіційним голом у синьо-золотій футболці, в переможному (2:1) виїзному поєдинку проти «Годой Круса». Наступного туру, після перемоги над «Банфілдом» (3:0), «Бока» стала чемпіоном Апертури 2011 за два тури до завершення чемпіонату. Того дня зіркою матчу був Цвітаніч, який відзначився першими двома голами. В останній день чемпіонату, проти «Олл Бойз» на Бомбонері, місцева команда зуміла виграти матч з рахунком 1:0, єдиним голом відзначився Цвітаніч, який, таким чином, завершив турнір найкращим бомбардиром команди з 5-ма голами.
У 2012 році на Клаусурі (Аргентина) відзначився першим голом «Боки» в переможному (2:0) поєдинку проти «Олімпо», а також обраний найкращим гравцем матчу. 26 лютого відзначився першим голом у переможному (2:0) поєдинку проти «Ньюеллс Олд Бойз» в Росаріо на Бомбонері. Потім відзначився ще двома голами в національному чемпіонаті проти «Архентінос Хуніорс» і «Годой Круз» (Мендоса). Обидва матчі завершилися перемогою «Боки» (2:1 та 3:0 відповідно).
Першим голом у міжнародних турнірах за клуб відзначимвся в переможному (2:0) поєдинку групового етапу Кубку Лібертадорес 2012 проти «Флуміненсе». Завершили груповий турнір з 13-ма набраними очками на другому місці (у групі 4), відстаючи на два очки від переможця, «Флуміненсе». За деякими чутками, між ним і тренером «Бока Хуніорс» Хуліо Сезаром Фальсоні виник конфлікт, оскільки тренер замінив його у другій половині матчу-відповіді чвертьфіналу вище вказаного турніру проти бразильського «Флуміненсе», щоб Пабло Моуш зайняти його місце. Хуан Роман Рікельме, який став на сторону гравця, заявив, що «цього б не сталося, якби Цвітаніч був напарником Сантьяго Сілви». Команда дійшла до фіналу турніру, де поступилася бразильському «Корінтіансу» із загальним рахунком 1:3. У квітні визнавався найкращим гравцем 10-го туру Кубку Лібертадорес.
З огляду на те, що другий фінал Кубку відбувся 4 липня (через чотири дні після закінчення терміну оренди Цвітаніча в «Боці»), «Аякс» дозволив йому зіграти у фіналі, але не продовжив контракт із «ксенеїзами», через що нападник покинув аргентинський клуб, хоча залишив хороші спогади серед вболівальників «синьо-білих».

### «Ніцца»

#### Сезон 2012/13 років
Зрештою, не продовживши контракт з «Бокою» на сезон 2012 років, повернувся до лав амстердамського «Аякса». 25 липня 2013 року підписав 3-річний контракт з представником французької Ліги 1 «Ніцца». У футболці нового клубу 26 вересня аргентинець оформив свій перший дубль, в переможному (4:2) виїзному поєдинку проти «Бреста», завдяки чому «Ніцца» вийшла до 1/8 фіналу Кубку французької ліги. 29 вересня відзначився своїм першим голом у Лізі 1, в поєдинку проти «Бастії». 6 жовтня відзначився голом у програному (1:3) поєдинку проти «Реймса». 27 жовтня відзначився черговим голом, цього разу з пенальті в програному (1:3) поєдинку проти «Монпельє». 11 листопада завдяки голу Даріо «Ніцца» здобула нічию з лідером чемпіонату марсельським «Олімпіком» (2:2). 18 жовтня відзначився голом у ворота «Тулузи». 24 листопада 2012 року відзначився голом з пенальті у переможному (1:0) поєдинку Ліги 1 проти «Сошо». 8 грудня 2012 року забив м'яч у поєдинку проти «Труа» (1:1). 11 грудня відзначився голом у воротах «Ренн». 15 грудня 2012 року оформив свій перший дубль у футболці «Ніцци» у поєдинку з «Евіаном», який його команда програвала з рахунком 0:2, але аргентинець перевернув ситуацію, і «Ніцца», зрештою, виграла з рахунком 3:2. 13 січня відзначився дублем у переможному (5:0) матчі проти «Валансьєна». 23 січня 2013 року в нічийному (2:2) поєдинку Кубку Франції, на 77-й хвилині вийшовз лави запасних і відзначився голом. 2 лютого 2013 року в поєдинку проти «Бреста» отримав травму підколінного сухожилля. Після незначного рецидиву вийшов на 11-й хвилині гри. 31 березня 2013 року в програному (0:1) матчі проти марсельського «Олімпіка» в повернувся на футбольне поле, але допомогти уникнути поразки не зміг. 6 квітня 2013 року після проходу з правого флангу зі зміщенням до центру майданчика ударом правою ногою відзначився голом у переможному (4:3) поєдинку проти «Тулузи». Після дуже вдалого сезону як індивідуально, так і для команди, наступного сезону «Ніцца» зіграла в Лізі Європи 2013/14.

#### Сезон 2013/14 років
17 серпня 2013 року відзначився голом ударом правою ногою з центру штрафної біля лівої стійки воріт у матчі першого туру Ліги 1 2013/14 у ворота «Ренна».

### «Пачука»
6 січня 2015 року було оголошено про повернення Цвітаніча в «Пачуку» з Ліги MX для участі в Клаусурі 2015. В Апертурі 2015 через травму тимчасово не тренувався з командою. Отримавши другу травму коліна і, як наслідок, пропустивши решту турніру, «Пачука» погодилася відпустити його та запросила на заміну Франко Хару.
19 листопада було оголошено про його відхід з команди.

### «Маямі»
21 грудня 2015 року стало відомо про його прибуття в «Маямі», де аргентинець став одним із найвідоміших легіонерів разом із гондурасцем Вілсоном Паласіосом. Став автором першого голу в історії клубу.
У футболці «Маямі» відзначився 9-ма голами у 27 поєдинках.

### Повернення в «Банфілд»
7 лютого 2017 року повернувся в «Банфілд», де отримав футболку з 20-м ігровим номером. Дебютував за клуб (проти «Бока Хуніорс», його колишньої команди) ледь не ознаменувався зарахуванням суперечливого голу, що означало б встановлення рахунку 1:0 на користь Таладро.

### «Расінг»
Після двох років у «Банфілді» перейшов до «Расінга», з яким підписав контракт на 18 місяців, при цьому прибув як абсолютно нове підкріплення, щоб заповнити вакантну позицію, залишену Густаво Боу. У своєму дебютному матчі за нову команду відзначився третім голом, зафіксував рахунок 3:1 проти Альдосіві після чудового проходу Аугусто Соларі та чудової гри у півзахисті Еухеніо Мени. 3 березня відзначився своїм другим голом за «Расінг», у переможному (1:0) матчі проти «Естудьянтес» (Ла-Плата). Коли його замінили, отримав овації від публіки в Ель-Сіліндро. Наступного дня знову забив, цього разу у ворота «Колона» (Санта-Фе), зрівнявши рахунок за 2 хвилини до кінця матчу. 31 березня 2019 року, незважаючи на нетривале перебування в клубі, зумів стати чемпіоном з «Ла Академією», пройшовши 5-річний період без титулів, потрапив у серця людей завдяки своїй ієрархії на ігровому полі.
Під час чемпіонату 2019/20 відзначився голами в поєдинку проти «Годой Крус» (перемога «Расінга», 3:0) і «Дефенса і Хустісія» (з пенальті, нічия 1:1), завершив свій чудовий рік у клубі з Авельянеди, виграв Трофей чемпіонів аргентинської Суперліги у своєму першому розіграші 14 грудня 2019 року.
Провівши 3 успішні роки в «Расінзі», але в 2021 році вирішив покинути клуб «Авельянеда». Свою останню гру провів 11 грудня 2021 року, замінивши Хав'єра Корреа, в той же день, коли команду покинули його одноклубники Лісандро Лопес та Ігнасіо П'ятті.
Завершив професійну кар’єру 17 травня 2022 року в клубі «Банфілді», в матчі проти еквадорського «Універсідад Католіка» у п'ятому раунді Південноамериканського кубку.

## Кар'єра в збірній
Народився в Аргентині, але має віддалене хорватське походження. Зарекомендував себе як кваліфікований футболіст у своїй країні, граючи за «Банфілд» в аргентинському Прімера-Дивізіону. Після тривалих роздумів зрештою пообіцяв грати за національну збірну Хорватії, заявивши, що «така нагода випадає лише раз, і ви повинні нею скористатися». 14 січня 2009 року стало відомо, що він не зможе грати за Хорватію, оскільки регламент ФІФА не дозволяють приймати громадянство від прадідів.
|  | ФІФА виступає проти того, щоб 24-річний гравець амстердамського "Аякса" носив "шахматну" футболку, вважаючи його хорватське походження надто далеким, заявив генеральний секретар ХФС Зорислав Сребрич. «ФІФА вимагає, щоб принаймні один із бабусь або дідусів був народжений у країні, щоб отримати футбольне громадянство», — сказав представник ХФС. «Ми продовжимо намагатися переконати ФІФА зробити виняток, хоча ми й не дуже [на це] сподіваємося», — зазначив Сребрич. |

У випадку нападника, лише один із його прадідів народився на хорватських територіях й згодом емігрував до Аргентини.
Ні це, ні типове прізвище з Хорватії не допомогли йому переконати ФІФА.
Хорватський паспорт Цвітаніч отримав ще в 2008 році, але для ФІФА це недостатній аргумент.

## Особисте життя
У серпні 2008 року отримав хорватський паспорт. У нього подвійне громадянство, вододіє аргентинським і хорватським паспортами. Прізвище Цвітаніч походить з острова Брач. Протягом минулого століття кожен десятий житель острова був представником родини Цвітанічів.
Одружений на моделі Сесілії Бонеллі, від якої має трьох дочок Лупе, Кармелу та Амелію. Даріо та його родина сповідують католицизм.

## Статистика виступів

### Клубна
| Клуб                          | Див.              | Сезон             | Ліга(1) | Ліга(1) | Нац кубки(2) | Нац кубки(2) | Міжнар. турніри(3) | Міжнар. турніри(3) | Загалом | Загалом | Середня результат.(4) |
| Клуб                          | Див.              | Сезон             | Матчі   | Голи    | Матчі        | Голи         | Матчі              | Голи               | Матчі   | Голи    | Середня результат.(4) |
| ----------------------------- | ----------------- | ----------------- | ------- | ------- | ------------ | ------------ | ------------------ | ------------------ | ------- | ------- | --------------------- |
| «Банфілд» Аргентина           | 1а                | 2003-04           | 4       | 0       | —            | —            | —                  | —                  | 4       | 0       | 0,00                  |
| «Банфілд» Аргентина           | 1а                | 2004-05           | 12      | 3       | —            | —            | —                  | —                  | 12      | 3       | 0,25                  |
| «Банфілд» Аргентина           | 1а                | 2005-06           | 21      | 5       | —            | —            | 1                  | 0                  | 22      | 5       | 0,23                  |
| «Банфілд» Аргентина           | 1а                | 2006-07           | 25      | 10      | —            | —            | 8                  | 2                  | 33      | 12      | 0,36                  |
| «Банфілд» Аргентина           | 1а                | 2007-08           | 30      | 19      | —            | —            | —                  | —                  | 30      | 19      | 0,63                  |
| «Банфілд» Аргентина           | 1а                | 2016-17           | 16      | 9       | —            | —            | —                  | —                  | 16      | 9       | 0,53                  |
| «Банфілд» Аргентина           | 1а                | 2017-18           | 18      | 9       | 2            | 1            | 4                  | 2                  | 24      | 12      | 0,50                  |
| «Банфілд» Аргентина           | 1а                | 2018-19           | 13      | 5       | 1            | 0            | 2                  | 0                  | 16      | 5       | 0,31                  |
| «Банфілд» Аргентина           | 1а                | 2022              | 0       | 0       | 6            | 1            | 4                  | 0                  | 10      | 2       | 0,20                  |
| «Банфілд» Аргентина           | Загалом за клуб   | Загалом за клуб   | 139     | 60      | 9            | 2            | 19                 | 4                  | 167     | 67      | 0,39                  |
| «Аякс» (Амстердам) Нідерланди | 1а                | 2008-09           | 18      | 9       | —            | —            | 4                  | 0                  | 22      | 9       | 0,40                  |
| «Аякс» (Амстердам) Нідерланди | 1а                | 2009-10           | 8       | 4       | 1            | 0            | 2                  | 0                  | 11      | 4       | 0,36                  |
| «Аякс» (Амстердам) Нідерланди | 1а                | 2010-11           | 6       | 0       | 1            | 0            | 1                  | 0                  | 8       | 0       | 0,00                  |
| «Аякс» (Амстердам) Нідерланди | Загалом за клуб   | Загалом за клуб   | 32      | 13      | 2            | 0            | 7                  | 0                  | 40      | 13      | 0,31                  |
| «Пачука» Мексика              | 1а                | 2009-10           | 15      | 4       | —            | —            | 5                  | 1                  | 20      | 5       | 0,25                  |
| «Пачука» Мексика              | 1а                | 2010-11           | 16      | 8       | —            | —            | 4                  | 2                  | 20      | 10      | 0,50                  |
| «Пачука» Мексика              | 1а                | 2014-15           | 11      | 2       | —            | —            | —                  | —                  | 11      | 2       | 0,18                  |
| «Пачука» Мексика              | 1а                | 2015-16           | 3       | 0       | 2            | 2            | —                  | —                  | 5       | 2       | 0,40                  |
| «Пачука» Мексика              | Загалом за клуб   | Загалом за клуб   | 45      | 14      | 2            | 2            | 9                  | 3                  | 56      | 19      | 0,34                  |
| «Бока Хуніорс» Аргентина      | 1а                | 2011-12           | 27      | 9       | 2            | 0            | 11                 | 1                  | 40      | 10      | 0,25                  |
| «Бока Хуніорс» Аргентина      | Загалом за клуб   | Загалом за клуб   | 27      | 9       | 2            | 0            | 11                 | 1                  | 40      | 10      | 0,25                  |
| «Ніцца» Франція               | 1а                | 2012-13           | 29      | 19      | 3            | 3            | —                  | —                  | 32      | 22      | 0,68                  |
| «Ніцца» Франція               | 1а                | 2013-14           | 31      | 8       | 1            | 1            | 2                  | 1                  | 34      | 10      | 0,30                  |
| «Ніцца» Франція               | 1а                | 2014-15           | 9       | 3       | 1            | 1            | —                  | —                  | 10      | 4       | 0,40                  |
| «Ніцца» Франція               | Загалом за клуб   | Загалом за клуб   | 69      | 30      | 5            | 5            | 2                  | 1                  | 75      | 36      | 0,42                  |
| «Маямі» США                   | 2а                | 2016              | 26      | 9       | 1            | 0            | —                  | —                  | 28      | 9       | 0,33                  |
| «Маямі» США                   | Загалом за клуб   | Загалом за клуб   | 26      | 9       | 1            | 0            | 0                  | 0                  | 28      | 9       | 0,33                  |
| «Расінг» Аргентина            | 1а                | 2018-19           | 10      | 3       | 4            | 0            | 2                  | 0                  | 16      | 3       | 0,18                  |
| «Расінг» Аргентина            | 1а                | 2019-20           | 17      | 3       | 3            | 0            | 1                  | 0                  | 21      | 3       | 0.14                  |
| «Расінг» Аргентина            | 1а                | 2020-21           | —       | —       | 14           | 1            | 7                  | 0                  | 16      | 1       | 0.06                  |
| «Расінг» Аргентина            | 1а                | 2021              | 16      | 1       | 1            | 0            | —                  | —                  | 17      | 1       | 0.06                  |
| «Расінг» Аргентина            | Загалом за клуб   | Загалом за клуб   | 43      | 7       | 22           | 1            | 10                 | 0                  | 75      | 8       | 0.11                  |
| Усього за кар'єру             | Усього за кар'єру | Усього за кар'єру | 381     | 142     | 43           | 10           | 58                 | 9                  | 480     | 162     | 0.33                  |

## Досягнення
«Пачука»
- Ліга чемпіонів КОНКАКАФ
  -  Чемпіон (1): 2009/10

«Аякс»
- Ередивізі
  -  Чемпіон (1): 2010/11

«Бока Хуніорс»
- Прімера Дивізіон
  -  Чемпіон (1): 2011 (Апертура)

- Кубок Аргентини
  -  Володар (1): 2011/12

«Расінг»
- Прімера Дивізіон
  -  Чемпіон (1): 2018/19

Індивідуальні
- Найкращий бомбардир Прімера Дивізіону: 2008 (Клаусура)